# 里杜湖水库
里杜湖水库是中国浙江省宁波市慈溪市境内的一座水库，建于1973年。水库正常库容为1630万立方米，集雨面积为20平方千米，海拔为17.2米。